# T-St-S 80a U kanceláře
Srub T-St-S 80a s krycím názvem U kanceláře měl být tvrzový vchodový srub do tvrze Stachelberg na Trutnovsku. Charakter objektu nebyl bojový, ale týlový pro zásobování tvrze municí, proviantem, technickými prostředky a vstup posádky.

## Poloha
Umístění srubu bylo voleno v týlové straně tvrze nad obcí Babí, v jihozápadním svahu Hřebínku. Toto umístění bylo voleno z důvodu přírodního krytí před ostřelováním a pozorováním nepřítelem.

## Výzbroj
I při týlovém umístění měl být objekt vybaven střílnami a výzbrojí pro vlastní obranu. Ve dvou zvonech pod pancířem byly projektovány lehké kulomety, pod betonem pak dva kanóny z levé a pravé strany, které byly spřaženy s těžkým kulometem. Levá střílna pod betonem nejen přímo pokrývala přístupovou silnici ale i 1.800 m vzdálenou izolovanou dělostřeleckou pozorovatelnu T-S 76a na kótě 673 m Baba. Pravá střílna pokrývala silnici II/300 z Trutnova do Žacléře přes vrchol Stachelbergu. Krytí vchodového prostoru pro vozidla bylo zajištěno lehkým kulometem umístěným v zadní části vstupu za mříží před svisle posuvnými vraty. Vchodový prostor pro osoby byl jištěn ze střílny pro ruční zbraň.

T-St-S 80a
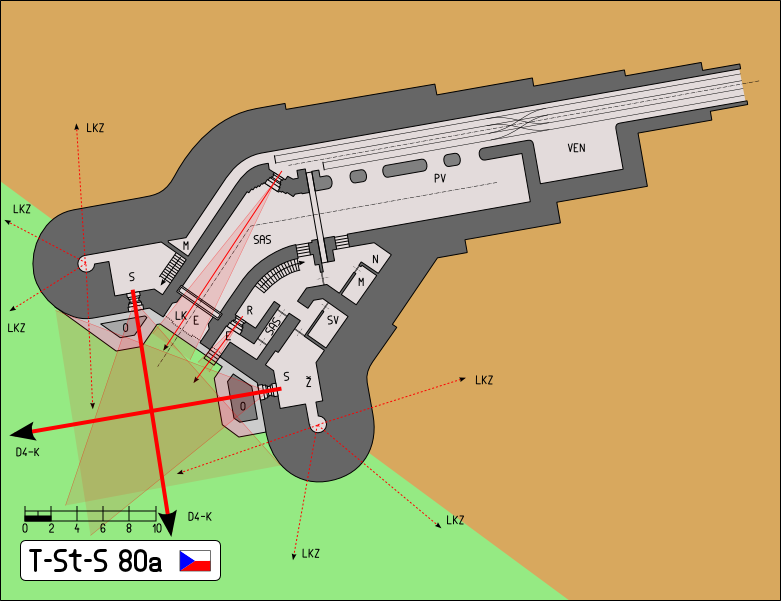
Horní patro srubu LKZ - l. kulomet, zvon D4-K - kanón + t. kulomet LK - l. kulomet E - vstup O - diamantový příkop S - střílna D4-K SAS - přetl. komora SV - stanoviště velitele M - munice N - nádrže PV - překladiště VEN - ventilace
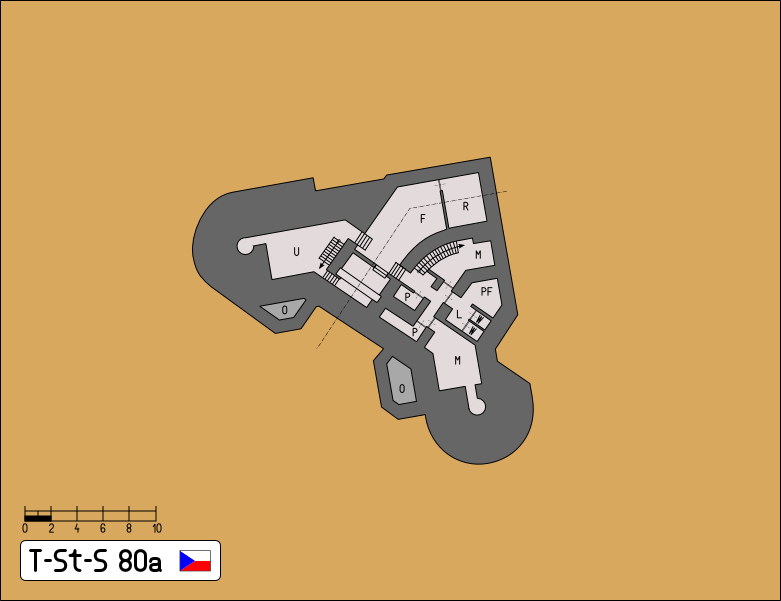
Dolní patro srubu U - ubikace P - proviant F - filtrace R - radiostanice PF - prachové filtry L - umyvárna W - toalety

- Horní patro srubu
LKZ - l. kulomet, zvon
D4-K - kanón + t. kulomet
LK - l. kulomet
E - vstup
O - diamantový příkop
S - střílna D4-K
SAS - přetl. komora
SV - stanoviště velitele
M - munice
N - nádrže
PV - překladiště
VEN - ventilace
- Dolní patro srubu
U - ubikace
P - proviant
F - filtrace
R - radiostanice
PF - prachové filtry
L - umyvárna
W - toalety

## Výstavba
K 1. říjnu 1938 byly provedeny pouze výkopové práce a výlom štoly do podzemí tvrze.